# Răscoala Nika

Harta Hipodromului și a împrejurimilor sale

Răscoala Nika (532) a avut loc în capitala Imperiului Bizantin, în timpul domniei lui Iustinian I și a soției acestuia, Teodora. Această răscoală își ia numele de la strigătul răsculaților: Nika (în greacă = victorie) și a fost provocată de o imprudență a împăratului bizantin. Pe timpul acestuia, în Constantinopol existau două facțiuni politice rivale, cea a Albaștrilor (veneții) și cea a Verzilor (prasinii) , care își luau numele de la culoarea carelor cu care concurau în Hipodrom. Datorită unei antipatii mai vechi a Teodorei, împăratul îi favoriza constant pe Albaștri, într-atât încât aceștia ajunseseră să comită acte de vandalism și să fie temuți de oricine li se împotrivea, știind că sunt protejați de basileu. Într-o încăierare, au fost capturați de gărzile imperiale mai mulți insurgenți, dintre care doi au rămas neeliberați și care au fost mai apoi spânzurați. Unul din aceștia aparținea Verzilor, iar celălalt Albaștrilor, astfel că cele două facțiuni s-au văzut deopotrivă amenințate și au creat o alianță. În aceasta a intrat întreaga populație din Constantinopol, cerând abdicarea lui Iustinian și arzând aproape un sfert din oraș în cele șase zile cât a durat răscoala. În incendiu au fost cuprinse spitale, cu pacienții încă internați, biserici, o parte a Palatului Sacru, administrații și aziluri. Răscoala nu a încetat decât în urma intervenției armatei, conduse de generalul Belisarius, care a ucis peste 30000 de oameni, aparținând ambelor partide. Armata a surprins mulțimea adunată în Hipodrom în jurul celui pe care voiau să îl proclame împărat, Hepatius, un senator, fiul fostului împărat Anastasiu I. După încetarea luptelor, execuțiile au continuat, din ordinul împăratului, în rândurile suspecților de crime sau răzvrătire, acest val de execuții prinzându-l și pe Hepatius, care încercase, fără izbândă totuși, să oprească răscoala.